# ブルマード
ブルマード (ポルトガル語: Brumado) は、ブラジルの北東部地方バイーア州の内陸部にある自治体である。バイーア州の州都サルヴァドールから内陸へ555キロメートルの距離に位置する同州中央南部の市で、面積は約2200平方キロメートル、標高は454メートル、2016年の人口は約7万人、人間開発指数 (HDI) は平均 0.656 である。